# Peter Burgstaller
Peter Burgstaller (* 13. Februar 1964; † 23. November 2007 in Durban, Südafrika) war ein österreichischer Fußballtormann.

## Werdegang
Peter Burgstaller begann seine Profikarriere beim Favoritner AC, bei dem er sich in dessen Zeit in der 1. Division zwischen 1983 und 1985 mit nur 19 Jahren als Stammtorwart etablieren konnte und es auf insgesamt 41 Ligaeinsätze brachte. In dieser Zeit debütierte er auch am 12. März 1985 gegen Italien in der österreichischen U-21-Nationalmannschaft. Nach dem Abstieg der Favoritner folgte ein Wechsel zur SSW Innsbruck, mit der zwar der dritte Tabellenrang erreicht wurde, der international erfahrene Tomislav Ivković aber Peter Burgstaller als Einsergoalie ablöste.
1986 wechselte Peter Burgstaller daher zum Grazer AK, bei dem er aber hinter Manfred Trost Ersatzmann blieb, auch da er sich bei seinem ersten Ligaeinsatz für die Grazer bereits nach 35 Minuten einen Bänderriss im Knie zuzog. 1987 zog er weiter zum VfB Mödling, mit dessen Mannschaft er in die 2. Division abstieg.
Peter Burgstaller wechselte 1988 innerhalb der 2. Division zum SV Austria Salzburg. Bei den Mozartstädtern zählte er zu den Aufstiegshelden, die 1989 die Rückkehr in die 1. Division schafften. In der Saison 1989/90 machte er dort seine letzten Erstliga-Einsätze. Später ließ er sich im nahegelegenen St. Lorenz nieder und führte die Halleiner Event-Agentur BSP.

Peter Burgstaller wurde am 23. November 2007 im Vorfeld seines Besuchs der Auslosung der Qualifikationsphase zur Fußball-Weltmeisterschaft 2010 im südafrikanischen Durban bei einem Raubüberfall auf einem Golfplatz erschossen.